# Buenos Aires Challenger
Il Buenos Aires Challenger, noto come Copa Petrobras Argentina e Copa Petrobras Buenos Aires per ragioni di sponsorizzazione, è stato un torneo professionistico maschile di tennis giocato sulla terra rossa, che faceva parte dell'ATP Challenger Tour. Si è giocato annualmente a Buenos Aires in Argentina dal 2001 al 2010, a eccezione delle edizioni del 2002 e 2003 che non sono state disputate.

## Albo d'oro

### Singolare
| Anno       | Campione                 | Finalista                | Punteggio     |
| ---------- | ------------------------ | ------------------------ | ------------- |
| 2001       | Agustín Calleri          | David Nalbandian         | 3–6, 6–1, 6–3 |
| 2002- 2003 | Non disputato            | Non disputato            | Non disputato |
| 2004       | Oliver Marach            | Diego Moyáno             | 6–2, 6–3      |
| 2005       | Carlos Berlocq           | Diego Hartfield          | 7–5, 3–6, 6–4 |
| 2006       | Guillermo Cañas          | Martín Vassallo Argüello | 6–3, 6–4      |
| 2007       | Sergio Roitman           | Marcos Daniel            | 6–1, 6–4      |
| 2008       | Martín Vassallo Argüello | Rubén Ramírez Hidalgo    | 6–3, 4–6, 7–5 |
| 2009       | Horacio Zeballos         | Gastón Gaudio            | 6–2, 3–6, 6–3 |
| 2010       | Máximo González          | Pablo Cuevas             | 6–4, 6–3      |

### Doppio
| Anno       | Campioni                              | Finalista                              | Punteggio           |
| ---------- | ------------------------------------- | -------------------------------------- | ------------------- |
| 2001       | Federico Browne Ignacio Hirigoyen     | Gastón Etlis Martín Rodríguez          | 6–4, 7–6(6)         |
| 2002- 2003 | Non disputato                         | Non disputato                          | Non disputato       |
| 2004       | Enzo Artoni Ignacio González-King     | Victor Ioniţă Gabriel Moraru           | 7–5, 6–3            |
| 2005       | Lucas Arnold Ker Sebastián Prieto (1) | Rubén Ramírez Hidalgo Santiago Ventura | 6–0, 6–4            |
| 2006       | André Ghem Flávio Saretta             | Tomas Behrend Marcel Granollers        | 6–1, 6–4            |
| 2007       | Marcelo Melo Sebastián Prieto (2)     | Brian Dabul Máximo González            | 6–4, 7–6(6)         |
| 2008       | Máximo González Sebastián Prieto (3)  | Thomaz Bellucci Rubén Ramírez Hidalgo  | 7–5, 6–3            |
| 2009       | Brian Dabul (1) Sergio Roitman        | Lucas Arnold Ker Máximo González       | 6(4)–7, 6–0, [10–8] |
| 2010       | Carlos Berlocq Brian Dabul (2)        | Jorge Aguilar Federico Delbonis        | 6–3, 6–2            |